# Sean Young
Sean Young (Louisville, Kentucky, 20 de noviembre de 1959) es una actriz estadounidense. Es conocida por sus actuaciones en dos películas de culto en la década de los ochenta. Rachel, la replicante «casi» humana, en Blade Runner, y Chani en Dune.

## Carrera

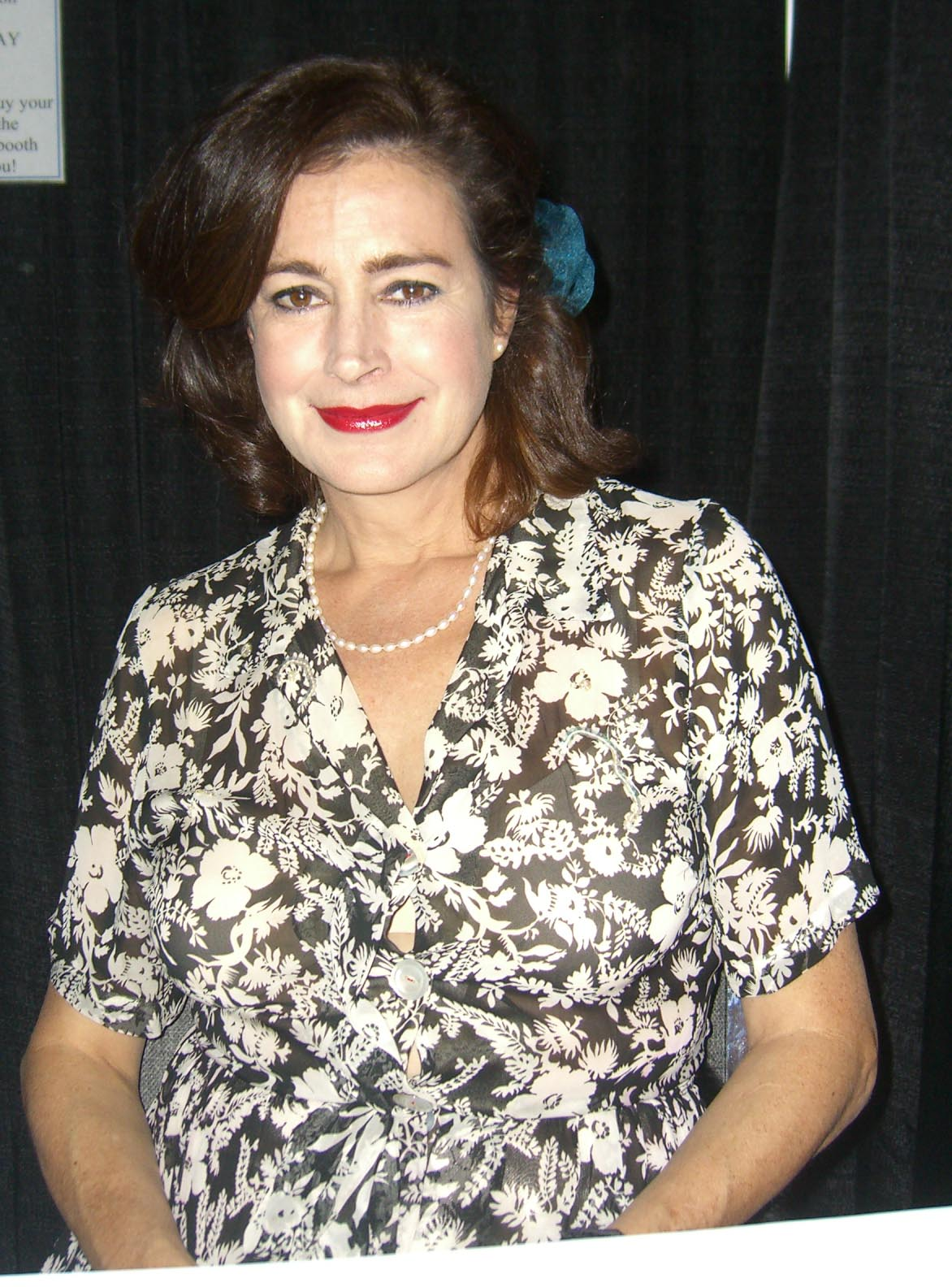
La actriz Sean Young en la convención de Manhattan

Young nació en Louisville, Kentucky, hija de Donald Young y Lee Guthrie. Modelo y bailarina experimentada, Sean hizo su debut en el cine en 1980 en la película Jane Austen in Manhattan, a la que seguirían El pelotón chiflado (1981) y, sobre todo, el papel por el que pasaría a ser más conocida: la replicante Rachael de Blade Runner (1982). Young también haría la audición para interpretar el papel de Marion Ravenwood en Raiders of the Lost Ark, pero finalmente el papel se lo llevó Karen Allen.
Durante la década de los ochenta y principios de los años noventa, Young interpretó otros papeles en películas destacadas. Entre ellas, Dune (1984) de David Lynch, Baby, el secreto de la leyenda perdida (1985), No hay salida (1987), Wall Street (1987) o Ace Ventura (1994). Aunque perdió grandes oportunidades como la de interpretar el papel que hizo Robin Wright Penn en La princesa prometida; el papel de Vicki Vale en Batman, papel que interpretaría Kim Basinger, y el papel de Catwoman en Batman Returns, que también perdería en favor de Michelle Pfeiffer.
Volvería a tocar el éxito de manera muy efímera con Fire Birds, junto con Nicolas Cage; Un beso antes de morir, junto con Matt Dillon, y Ace Ventura, junto con Jim Carrey.
En los últimos años, Young ha estado ocupada con una variedad de películas independientes, así como participaciones en televisión. Más recientemente ha estado cuatro meses en Rusia filmando la miniserie en la que interpreta a la bailarina Isadora Duncan. En Blade Runner 2049 (2017), Sean regresó a su papel de la replicante Rachael para realizar un cameo por medio de CGI.

## Filmografía parcial
- Jane Austen in Manhattan (1980), de James Ivory;
- El pelotón chiflado (Stripes) (1981), de Ivan Reitman;
- Blade Runner (1982), de Ridley Scott;
- Los locos del bisturí (Young Doctors in Love) (1982), de Garry Marshall;
- Dune (1984), de David Lynch;
- Tender Is the Night (1985), película para TV;
- Baby, el secreto de la leyenda perdida (Baby: Secret of the Lost Legend) (1985), de Bill L. Norton;
- Blood & Orchids (1986) (TV);
- No hay salida (No Way Out) (1987), de Roger Donaldson;
- Wall Street (1987), de Oliver Stone;
- Impulso sensual (The Boost) (1988), de Harold Becker;
- Un toque de infidelidad (Cousins) (1989), de Joel Schumacher;
- Pájaros de fuego (Fire Birds) (1990), de David Green;
- Bésame antes de morir (A Kiss Before Dying) (1991), de James Dearden;
- Crímenes de amor (Love Crimes)  (1992), de Lizzie Borden;
- Seducción peligrosa (Blue Ice) (1992), de Russell Mulcahy;
- Sólo falta el asesino (Once Upon A Crime) (1992), de Eugene Levy;
- Forever (también conocida como Forever: A Ghost of a Love Story, es un thriller de terror de 1992, que marcó el debut de Thomas Palmer Jr.);
- Distracción fatal (Fatal Instinct) (1993), de Carl Reiner;
- Ellas también se deprimen (Even Cowgirls Get the Blues) (1993), de Gus Van Sant;
- Modelo de día (Model by Day) (1994), de Christian Duguay;
- Testigo de ejecución (Witness to the Execution) de Tommy Lee Wallace;
- Ace Ventura (1994), de Tom Shadyac;
- Mirage (1995), de Paul Williams;
- Dr. Jekyll y Miss. Hyde (Dr. Jekyll and Ms. Hyde) (1995), de David Price;
- La propietaria (The Proprietor) (1996), de Ismail Merchant;
- Todo por ganar (Everything to Gain) (1996), de Michael Miller;
- Juego peligroso (Exception to the Rule) (1997), de David Winning;
- Motel Blue (1997), de Sam Firstenberg;
- El invasor (The Invader) (1997), de Mark Rosman;
- Amor al límite (The Cowboy and the Movie Star) (1998), de Mark Griffiths;
- Fuera de control (Out of Control) (1998), de Richard Trevor;
- Secretos inconfesables (Secret Cutting) (2000), de Norma Bailey;
- La familia Amati (The Amati Girls) (2000), de Anne De Salvo;
- Seducido por una ladrona (Night Class) (2001), de Sheldon Wilson;
- Ingenuas y peligrosas (Sugar & Spice) (2001), de Francine McDougall;
- La casa de al lado (The House Next Door) (2002), de Joey Travolta;
- El último adiós (Before I Say Goodbye) (2003), de Michael Storey;
- El coleccionista de novias (1st to Die) (2003), de Russell Mulcahy;
- El asesino interior (A Killer Within) (2004), de Brad Keller;
- La semilla del mal (The Garden) (2005), de Don Michael Paul;
- Headspace (2005), de Andrew van den Houten;
- La protegida (A Job to Kill For) (2006), de Bill Corcoran;
- Darling (2015), de Mickey Keating;
- In vino (2017), de Leonardo Foti;
- Blade Runner 2049 (2017), de Denis Villeneuve.